# اچ‌ام‌اس رزولوشن (۱۷۰۸)
اچ‌ام‌اس رزولوشن (۱۷۰۸) (به انگلیسی: HMS Resolution (1708)) یک کشتی بود که طول آن ۱۵۰ فوت (۴۵٫۷ متر) بود.